# Velšská rallye 2006
Velšská rallye 2006 byla šestnáctou a poslední soutěží Mistrovství světa v rallye 2006. Zvítězil zde Marcus Grönholm s vozem Ford Focus RS WRC.

## Průběh soutěže
Hned od prvních testů vedl Grönholm. Jeho týmový kolega Mikko Hirvonen trefil v jedné zatáčce kámen a poškodil svůj vůz tak, že byl ze soutěže kvůli nebezpečí vyloučen. Na dalších místech byl Petter Solberg s vozem Subaru Impreza WRC, Manfred Stohl s vozem Peugeot 307 WRC a Jari-Matti Latvala s dalším Fordem. Xavi Pons po jezdecké chybě vyjel mimo trať, Chris Atkinson měl problémy s řízením své Imprezy a Henning Solberg převrátil svůj vůz na bok, takže všichni 3 se propadli pořadím. Dobré časy zajel Andreas Mikkelsen, ale pak svůj vůz převrátil na střechu. Na konci první desítky byly jezdci s vozy Škoda Fabia WRC v pořadí Francois Duval, Harri Rovanperä, Andreas Aigner a Jan Kopecký. Stohl se Solbergem stále bojovali o druhé místo. Dani Sordo se posunul před Ponse. Aigner havaroval a Kopecký se posunul na 11. pozici. Ve skupině N vedl Anton Alen. Při světové premiéře vozu Toyota Corolla S2000 se Alister McRae držel na sedmém místě ve skupině.
Také při druhé etapě pršelo. Petter Solberg udělal jezdeckou chybu a na druhou pozici se tak posunul Stohl. Po několika úsecích jej ale Solberg znovu předstihl. Gronhölm neustále zvyšoval svůj náskok. Duval se posunul na sedmé a Kopecký na desáté místo. V 11. testu Solberg opět havaroval a poškodil kolo. Ve stejném testu havaroval i Alister McRae. Stohl se tak opět posunul na druhé místo. Pons předstihl Latvalu. Na dalších pozicích bylo pořadí Duval, Sordo, Rovanperä a Kopecký. Ve skupině N stále vedl Alen.
I ve třetí etapě Gronhölm zajížděl bezchybné časy a vybojoval pro tým Ford M-Sport první vítězství v Británii od RAC Rallye 1979. Bylo to jeho 25 vítězství, čímž se stal nejúspěšnějším Finem v historii rallye. Solberg stále bojoval se Stohlem o druhou pozici, ale po defektu skončil třetí. Čtvrtý skončil Latvala, pátý Pons a šestý Atkinson. Sordo porazil Duvala a získal sedmou pozici. Devátý byl Rovanperä a desátý Kopecký. Ve skupině N zvítězil Alen.

## Výsledky
1. Marcus Grönholm, Timo Rautiainen - Ford Focus RS WRC
2. Manfred Stohl, Ilka Minor - Peugeot 307 WRC
3. Petter Solberg, Phil Mills - Subaru Impreza WRC
4. Jari-Matti Latvala, Miikka Attila - Ford Focus RS WRC
5. Xavi Pons, Carlos Del Barrio - Citroën Xsara WRC
6. Chris Atkinson, Glenn MacNeall - Subaru Impreza WRC
7. Dani Sordo, Marc Marti - Citroën Xsara WRC
8. Francois Duval, Patrick Pivato - Škoda Fabia WRC
9. Harri Rovanperä, Risto Pietiläinen - Škoda Fabia WRC
10. Jan Kopecký, Filip Schovánek - Škoda Fabia WRC